# پل بوسو
پل بوسو (انگلیسی: Pol Bueso؛ زادهٔ ۲۷ آوریل ۱۹۸۵) بازیکن فوتبال اهل اسپانیا است.
از باشگاه‌هایی که در آن بازی کرده‌است می‌توان به باشگاه خیمناستیک تاراگونا و باشگاه فوتبال آلباسته بالومپیه اشاره کرد.